# Dekanat rzeszowsko-sanocki
Dekanat rzeszowsko-sanocki składa się z 14 parafii archieparchii przemysko-warszawskiej Kościoła Greckokatolickiego w Polsce.

## Parafie
- Parafia greckokatolicka Soboru Przenajświętszej Bogurodzicy i Proroka Eliasza w Hłomczy
- Parafia Opieki Matki Boskiej w Komańczy
- Parafia greckokatolicka św. Michała Archanioła w Kulasznem
- Parafia greckokatolicka Przemienienia Pańskiego w Mokrem
- Parafia greckokatolicka Przeniesienia Relikwii św. Mikołaja w Olchowcu
- Parafia greckokatolicka św. Jana Chryzostoma w Polanach
- Parafia greckokatolicka Wniebowstąpienia Pańskiego w Radomiu
- Parafia greckokatolicka Przeniesienia Relikwii św. Mikołaja w Rzepedzi
- Parafia greckokatolicka Zaśnięcia Najświętszej Bogurodzicy w Rzeszowie
- Parafia św. Dymitra w Sanoku
- Parafia Zaśnięcia Najświętszej Maryi Panny w Ustrzykach Dolnych
- Parafia św. Michała Archanioła w Wielopolu
- Parafia greckokatolicka św. Paraskewi w Wysoczanach
- Parafia greckokatolicka św. Mikołaja w Zyndranowej